# Ahmed El-Sayed
Ahmed El-Sayed (ar. أحمد السيد, ur. 30 października 1980 w Kairze) – egipski piłkarz grający na pozycji obrońcy.

## Kariera klubowa
Karierę piłkarską El-Sayed rozpoczął w klubie Al-Ahly Kair. W 2001 roku zadebiutował w jego barwach w pierwszej lidze egipskiej. Już w debiutanckim sezonie wywalczył Puchar Egiptu oraz wygrał z Al-Ahly Ligę Mistrzów (1:1, 3:0 w finale z Mamelodi Sundowns). W 2002 roku zdobył Superpuchar Afryki, a w 2003 - swój drugi Puchar Egiptu. W 2005 roku po raz pierwszy został mistrzem Egiptu, a tytuł mistrzowski wywalczył także w latach 2006, 2007, 2008 i 2009. W latach 2005 i 2006 po raz drugi i trzeci zdobył Puchar Mistrzów Afryki (w finale Al-Ahly pokonał kolejno Étoile Sportive du Sahel i Club Sportif Sfaxien), a w 2008 - czwarty (2:0, 2:2 w finale z Cotonsport Garoua). W 2006 i 2007 roku zdobył kolejne krajowe puchary, a także Superpuchary Afryki.

## Kariera reprezentacyjna
W reprezentacji Egiptu El-Sayed zadebiutował 31 marca 2004 roku w wygranym 2:1 domowym spotkaniu z Trynidadem i Tobago. W 2006 roku był w kadrze Egiptu na Puchar Narodów Afryki 2006 i nie rozegrał na nich żadnego spotkania.